# José Luis Perestelo
José Luis Perestelo Rodríguez es un político español nacido el 28 de agosto de 1956 en San Andrés y Sauces, La Palma (Canarias). Estudió magisterio en la Universidad de La Laguna. Ha sido Responsable de la Oficina de Educación del Gobierno de Canarias en la isla de La Palma. Es profesor de EGB. [cita requerida]

## Carrera política
Entró en política en 1983 como concejal de su localidad de origen, cargo que ocuparía durante cuatro mandatos, 1983-1987, 1987-1991, 1991-1995 y 1995-1999, pero en este último mandato sólo durante el período 1995-1996. En 1991 pasó a ser consejero del Cabildo de La Palma, puesto que ocupó por dos legislaturas, 1991-1995 y 1995-1999, aunque sólo durante el período 1995-1996 de este mandato. En 1996 pasa a presidir el cabildo. Hasta 2008 compatibilizó la presidencia del cabildo con el cargo de senador por Coalición Canaria, además de la presidencia de varios órganos insulares como el Consorcio de la Reserva de la Biosfera o la gerencia del Consejo Insular de Aguas, entre otros. En las elecciones generales de 2008 obtuvo un escaño como diputado por Coalición Canaria. 
El 8 de mayo de 2009 presentó su dimisión como presidente del Cabildo de La Palma para dedicarse exclusivamente a su tarea como diputado, siendo el que menos asiste a sesiones de entre los diputados del grupo mixto, dejando paso a la que durante los últimos meses había sido su vicepresidenta Guadalupe González Taño.